# St. Franziskus (Bassersdorf)
Die Kirche St. Franziskus ist die römisch-katholische Pfarrkirche von Bassersdorf im Zürcher Unterland. Sie befindet sich in Bassersdorf an der Äusseren Auenstrasse 2. Besonders an der Kirche ist, dass sie unter den 16 erhalten gebliebenen Fastenopfer-Kirchen die erste des neuen Typus ist.

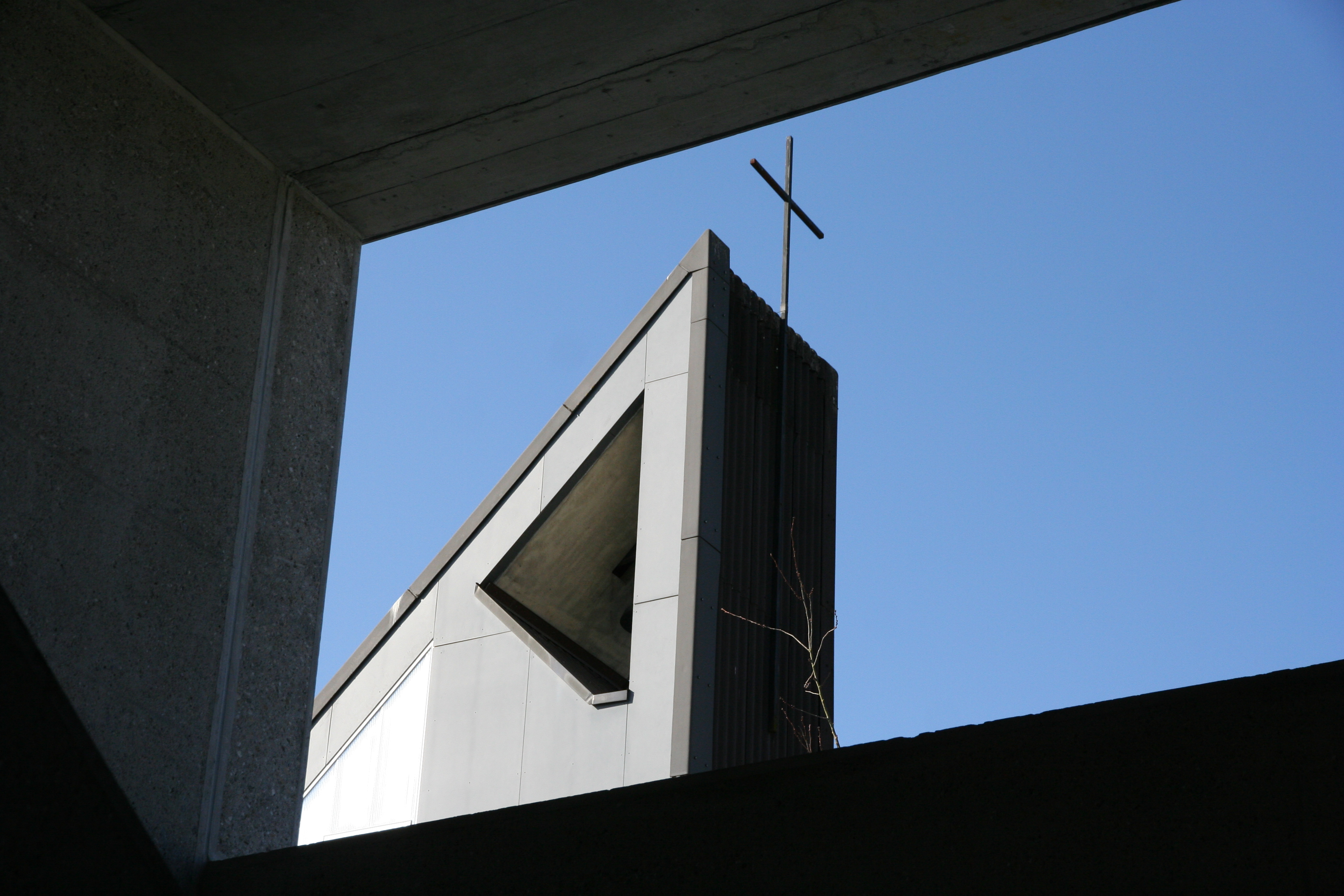
Kirche St. Franziskus Bassersdorf, Glockenträger

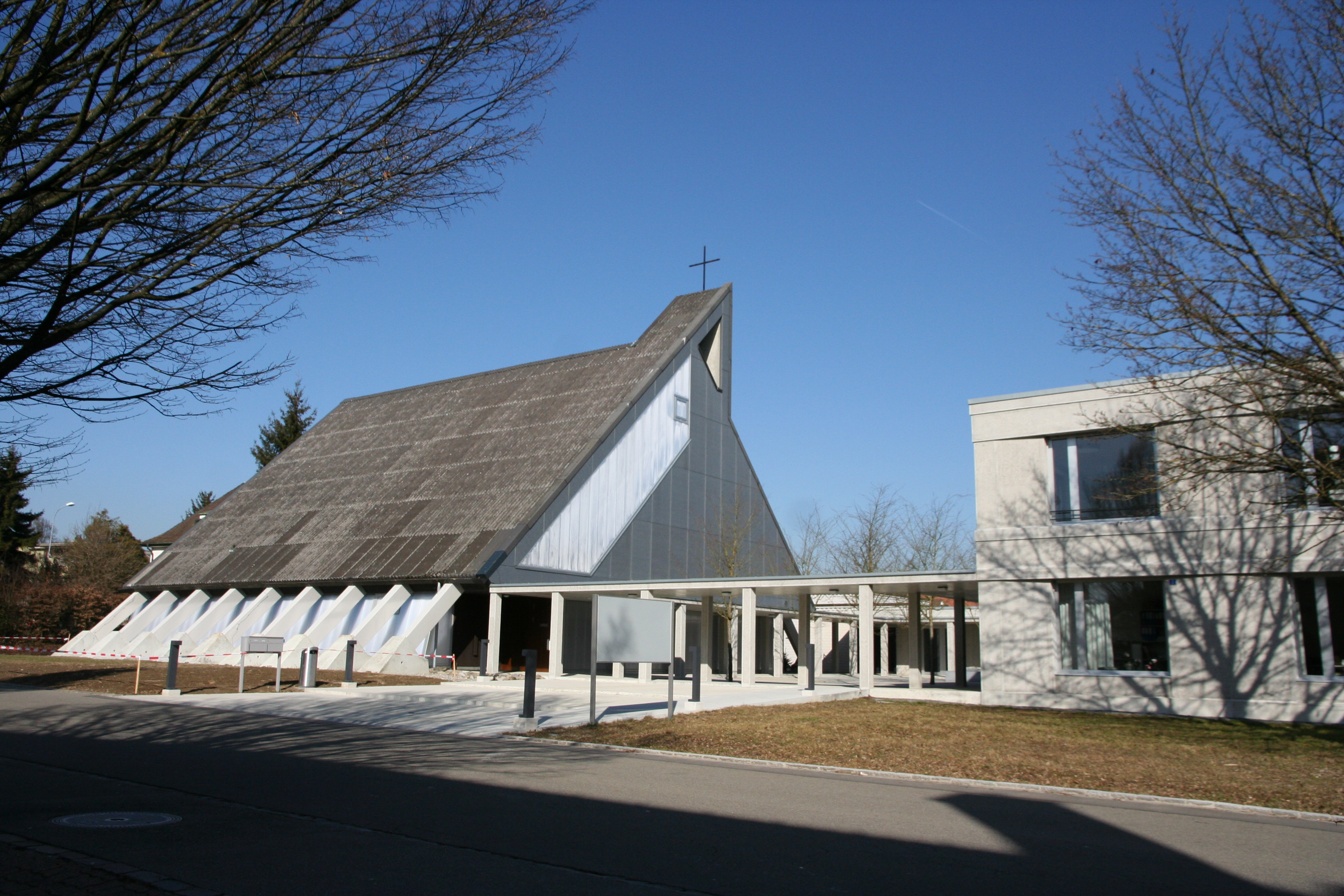
Ansicht von Süden

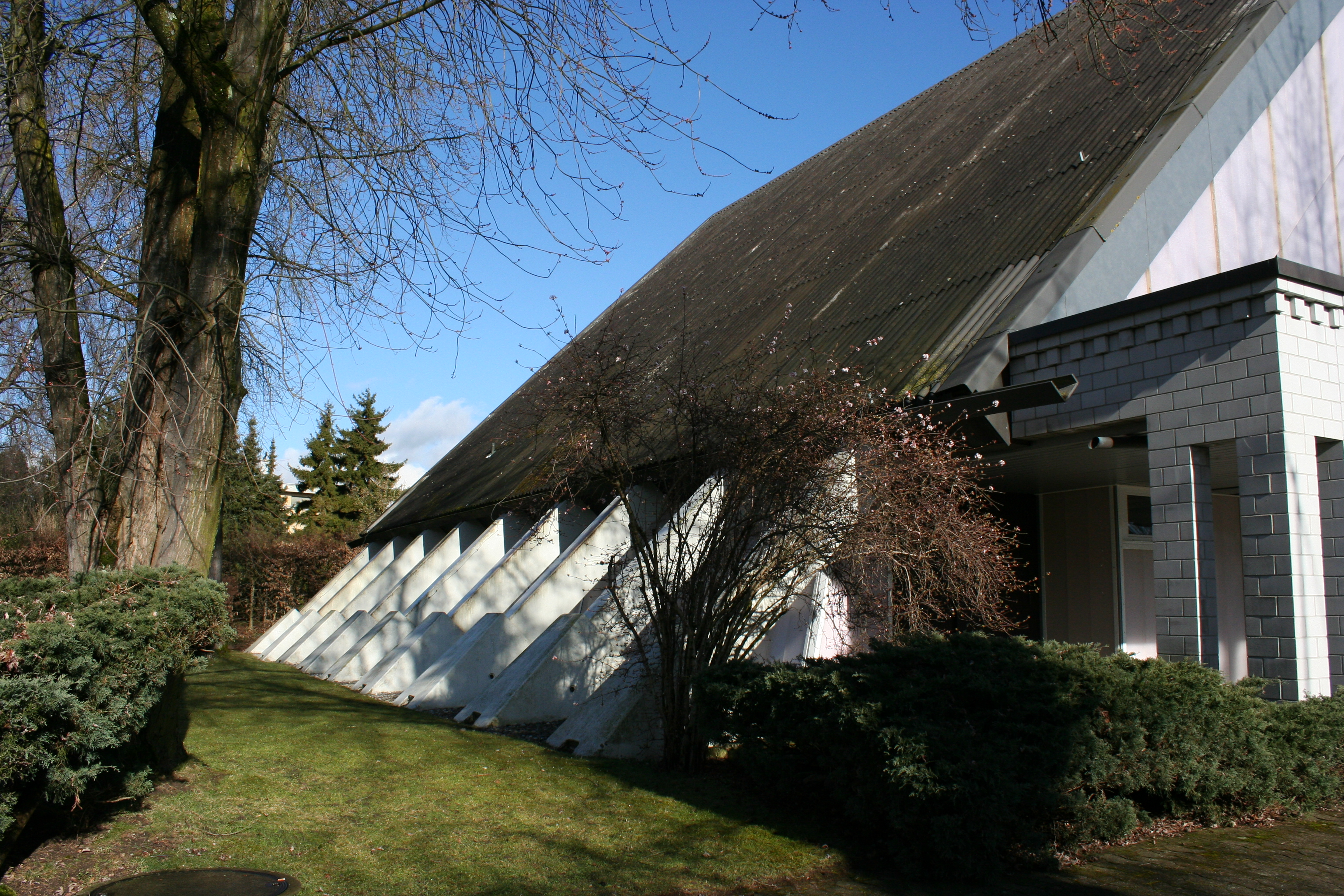
Strebewerk

## Geschichte

### Vorgeschichte
Im Mittelalter gehörte Bassersdorf zusammen mit Dietlikon und Wallisellen zur Pfarrei Kloten. Nach der Reformation in Zürich wurde der katholische Gottesdienst verboten und die Kirche in Bassersdorf für reformierte Gottesdienste verwendet. Als im Jahr 1807 in Zürich die Tagsatzung stattfand, kam es zum sogenannten Toleranzedikt, das erstmals wieder katholische Gottesdienste gestattete, allerdings örtlich beschränkt. 1833 durften im Fraumünster Zürich katholische Gottesdienste gefeiert werden. 1842 wurde den in Zürich lebenden Katholiken die Augustinerkirche zur Verfügung gestellt. Als am 8. Juni 1873 die in Zürich lebenden Katholiken gegen das Unfehlbarkeitsdogma protestierten, traten sie mehrheitlich zur neu gegründeten christkatholischen Kirche über, wodurch die in der römisch-katholischen Kirche Verbliebenen eine neue Kirche bauen mussten. So entstand im Jahr 1874 die Kirche St. Peter und Paul in Zürich-Aussersihl, welche zur Mutterpfarrei von der Stadt und Region Zürich wurde, zu der auch Bassersdorf zu zählen ist. Die Katholiken, die in Bassersdorf lebten, besuchten ab 1910 die Sonntagsmesse in Graftal, der Religionsunterricht wurde den Kindern jedoch in Bassersdorf erteilt. Als im Jahr 1942 in Kloten eine Missionsstation errichtet und später die Christkönigskirche errichtet wurde, wurde Bassersdorf Kloten zugeteilt.

### Entstehungs- und Baugeschichte
Als nach dem Zweiten Weltkrieg in Bassersdorf eine rege Bautätigkeit einsetzte, sodass sich die Bevölkerung von 2143 Einwohnern im Jahr 1950 auf 5590 im Jahr 1970 mehr als verdoppelte, wurden in Bassersdorf von der Pfarrei Christkönig Kloten aus zuerst im alten Sekundarschulhaus, später im Singsaal des Schulhauses Mösli Gottesdienste gefeiert. Nachdem 1972 in Kloten die neue Christkönigskirche samt Pfarreizentrum eingeweiht worden war, kam auch in Bassersdorf der Wunsch nach einer eigenen Kirche auf. Da die finanzielle Situation der Kirchgemeinde wegen des Zentrumsbaus in Kloten noch eingeschränkt war, beschlossen die Verantwortlichen, eine provisorische Lösung mit einer sogenannten Fastenopfer-Kirche zu realisieren. Fastenopferkirchen wurden durch die Unterstützung des Hilfswerks Fastenopfer gebaut und erlaubten Diasporagemeinden mit wenig finanziellen Eigenmitteln, dennoch eine Kirche zu errichten. Bei der Kirche St. Franziskus in Bassersdorf handelt sich um einen Bau aus vorfabrizierten Elementen, wie dies auch bei den anderen drei Fastenopferkirchen der Region, der Bruder-Klaus-Kirche in Volketswil, der Heilig Geist-Kirche Wetzikon und der ursprünglich für die Pfarrei Heilig-Kreuz Zürich erbauten, jetzt in Wallisellen für die Freie Evangelische Gemeinde aufgestellten Tituskirche zur Anwendung kam. Nur rund neun Monate nach dem ersten Spatenstich am 19. April 1973 segnete der Bischof von Chur, Johannes Vonderach die Kirche von Bassersdorf am 15. Dezember 1973 ein und weihte sie dem Heiligen Franziskus von Assisi. Das Bauernhaus, das zum Grundstück gehört, wurde 1978 so weit saniert, dass es als Pfarrhaus benutzt werden konnte, worauf im Jahre 1979 Pfarrvikar Leo Ehrler seinen Wohnsitz von Kloten nach Bassersdorf an die Bahnhofstr. 13 verlegte. Im Jahr 1983 ernannte Bischof Johannes Vonderach das Pfarrvikariat, das kirchenrechtlich noch immer dem Pfarrer von Kloten unterstand, zur eigenständigen Pfarrei St. Franziskus, das seither für die Gemeinden Bassersdorf und Nürensdorf zuständig ist.
Im Jahr 1988 entstand ein Erweiterungsbau, der an die Kirche angebaut wurde. Er diente nicht nur für kirchliche, sondern auch für weltliche Anlässe wie Versammlungen der politischen Gemeinde Bassersdorf und wurde auch an Dritte vermietet.
Im Jahr 2012 beschloss die Pfarrei zusammen mit der Kirchgemeinde Kloten-Bassersdorf-Nürensdorf, die Fastenopfer-Kirche zu sanieren und die bestehenden Räumlichkeiten durch ein Kirchgemeindezentrum zu ergänzen. Dazu wurde zunächst ein Studienauftrag ausgeschrieben. Eine Jury, bestehend aus Vertretern der Kirchgemeinde und Fachexperten, hat von den fünf eingereichten Arbeiten das Projekt Hand in Hand von den Architekten Susann Vécsey und Christoph Schmidt (Vécsey Schmidt Architekten, Basel) zur Weiterbearbeitung empfohlen. Am 14. April 2014 stimmte die Kirchgemeindeversammlung dem Baukredit für die Sanierung der Kirche und die Erweiterung des Pfarreizentrums zu. Das in den Jahren 2015 bis 2016 erstellte Franziskuszentrum ergänzt die Fastenopferkirche von 1973 und den ersten Erweiterungsbau von 1988 zu einem Ensemble, das sich um einen neu entstandenen Innenhof gruppiert. In den Jahren 2016 bis 2017 wurde die Kirche neu gestaltet, indem die ursprünglichen Pfarreiräumlichkeiten im Kirchbau von 1973 zurückgebaut und das gesamte Gebäude zu einem einheitlichen Kirchenraum hergerichtet wurde. Am 5. Februar 2017 segnete Bischof Vitus Huonder die neu gestaltete Kirche samt Franziskuszentrum neu ein.
Die Pfarrei St. Franziskus in Bassersdorf gehört staatsrechtlich zur katholischen Kirchgemeinde Kloten, zu der neben Kloten auch die politischen Gemeinden Nürensdorf und Bassersdorf zählen. Die beiden letzteren werden von der Pfarrei St. Franziskus betreut, während die Pfarrei Christkönig Kloten ausschliesslich für die Stadt Kloten zuständig ist. Mit ihren 4'135 Mitgliedern (Stand 2021) ist die Pfarrei St. Franziskus Bassersdorf eine der mittelgrossen katholischen Pfarreien des Kantons Zürich.

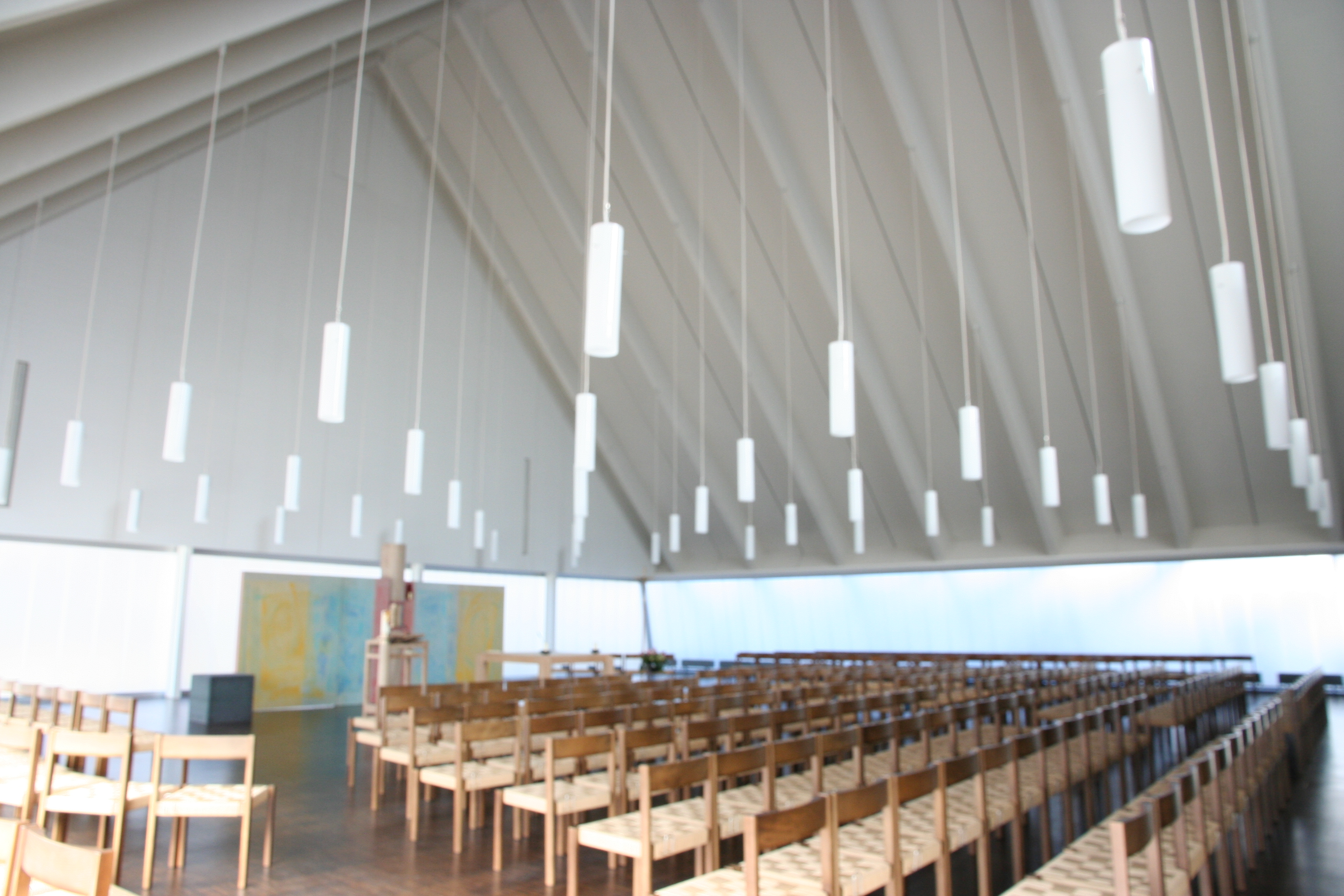
Innenansicht

## Baubeschreibung

### Fastenopferkirche
Die Kirche St. Franziskus wurde als Fastenopferkirche nach Plänen des Architekten Hanns Anton Brütsch aus vorgefertigten Elementen auf rechteckigem Grundriss errichtet. Sämtliche Teile des Kirchbaus sind so konstruiert, dass sie hätten demontiert und an anderer Stelle erneut aufgebaut werden können. Dank des Satteldachs, das im 45-Grad-Winkel bis zum Boden heruntergezogen wurde, konnte auf das Errichten von Seitenwänden verzichtet werden. Die kantonale Gebäudeversicherung hatte bei der Errichtung der Kirche Bassersdorf bauliche Anpassungen verlangt, weshalb sich die Kirche St. Franziskus von den anderen Fastenopferkirchen in einigen Details unterscheidet. So musste die tragende Struktur aus Beton- statt aus Holzelementen erstellt werden, was nicht nur dem Brandschutz, sondern auch der Langlebigkeit des Baus zugutekommt. Des Weiteren wurde die Treppe zur Orgelempore breiter gebaut und deren Wände mit einem feuerfesten Anstrich versehen. Diese Art von Fastenopferkirche, die in Bassersdorf erstmals zur Anwendung kam, wurde „Neuer Typ 1973“ genannt. Im nordwestlichen Gebäudeteil befanden sich bis zur Neugestaltung 2016 Gemeinderäume auf drei Etagen, sodass das Gebäude ursprünglich Kirche und Pfarreizentrum in sich vereinigte. Die Verkleidung mit Eternitelementen schützt die Kirche vor der Witterung. Der Dachreiter, der eine Glocke birgt, wird durch ein Kreuz abgeschlossen. Die Glocke wurde von H. Rüetschi, Aarau im Jahr 1973 gegossen. Sie wiegt 452 kg und erklingt auf den Ton a'.

### Erweiterungsbauten und künstlerische Gestaltung
Auf der nördlichen Seite der Fastenopferkirche befindet sich der Erweiterungsbau von 1988, der die wenigen Gemeinderäume in der Fastenopferkirche ergänzte. In einer zweiten Etappe wurde in den Jahren 2015 bis 2016 das vorhandene Ensemble zu einem grosszügigen Pfarreizentrum ausgebaut. Die Architekten Susann Vécsey und Christoph Schmidt gestalteten den Neubau so, dass sich alle drei Bauetappen nun um einen Innenhof gruppieren, der an einen klösterlichen Kreuzgang erinnert. Ein Bistro, Schul- und Sitzungsräume sowie die neu geschaffenen Büros bieten Platz für das Pfarreileben. Die Architekten gestalteten den Neubau funktional und zurückhaltend. Als Kontrast und in Anlehnung an die Vogelpredigt des Kirchenpatrons, des Hl. Franziskus, wurden einzelne Räume in den Farben einiger Vogelarten gestaltet und nach diesen benannt. Der Innenhof wurde von der Künstlerin Isabel Bürgin, Basel, gestaltet. Sie nahm das Motto des Erweiterungsbaus auf („Hand in Hand“), indem die Betonplatten des Innenhofs aus abstrakten Händen in verschiedenen Farben gestaltet sind, was auf die verschiedenen Nationen und Lebensansichten verweist, die in der katholischen Pfarrgemeinde von Bassersdorf beheimatet sind. Auch der Brunnen im Innenhof wurde von Isabel Bürgin geschaffen; sein auffälligstes Merkmal sind Zementstrukturen, die im Brunnenbecken angebracht sind. Der Brunnen steht symbolisch für alles, was aus der Tiefe kommt und in die Tiefe führt. Die Aussage des gesamten Innenhofes ist: Kirche ist Gemeinschaft, die von Gott kommt und zu Gott hinführt.
Im Kirchengebäude von 1973 wurden die ursprünglichen Gemeinderäume bei der Neugestaltung von 2016 bis 2017 rückgebaut, sodass die Kirche, ohne dass dies äusserlich sichtbar wäre, erweitert werden konnte und nun den ganzen Raum des Gebäudes einnimmt. Die im Erdgeschoss hinter der ursprünglichen Chorwand vorhandene Werktagskapelle wurde hierbei unter die Orgelempore verschoben und ist durch Türen mit der Kirche verbunden. Bei der Neugestaltung der Kirche durch die Architekten Susann Vécsey und Christoph Schmidt blieb die Formgebung von 1973 erhalten, wurde aber mit einer neuen Farbgebung aufgehellt. Die Dachkonstruktion bildet mit dem Boden des Raums ein Dreieck und erinnert damit an die Dreifaltigkeit. Ein dunkler Parkettboden betont den festlichen Charakter des Kirchenraums. Der Altarraum wurde 2017 von Maria Jesus Fernandez, Aldenhoven neugestaltet. Volksaltar und Ambo wurden restauriert und durch einen neuen Osterkerzenständer sowie ein Vortragekreuz ergänzt. In die neue, dreiteilige Chorwand ist in der Mitte eine Eichensäule mit dem Tabernakel eingelassen. Die Säule erinnert an den Hl. Franziskus, der in einer Vision von Papst Innozenz III. die einstürzende Kirche stützt.

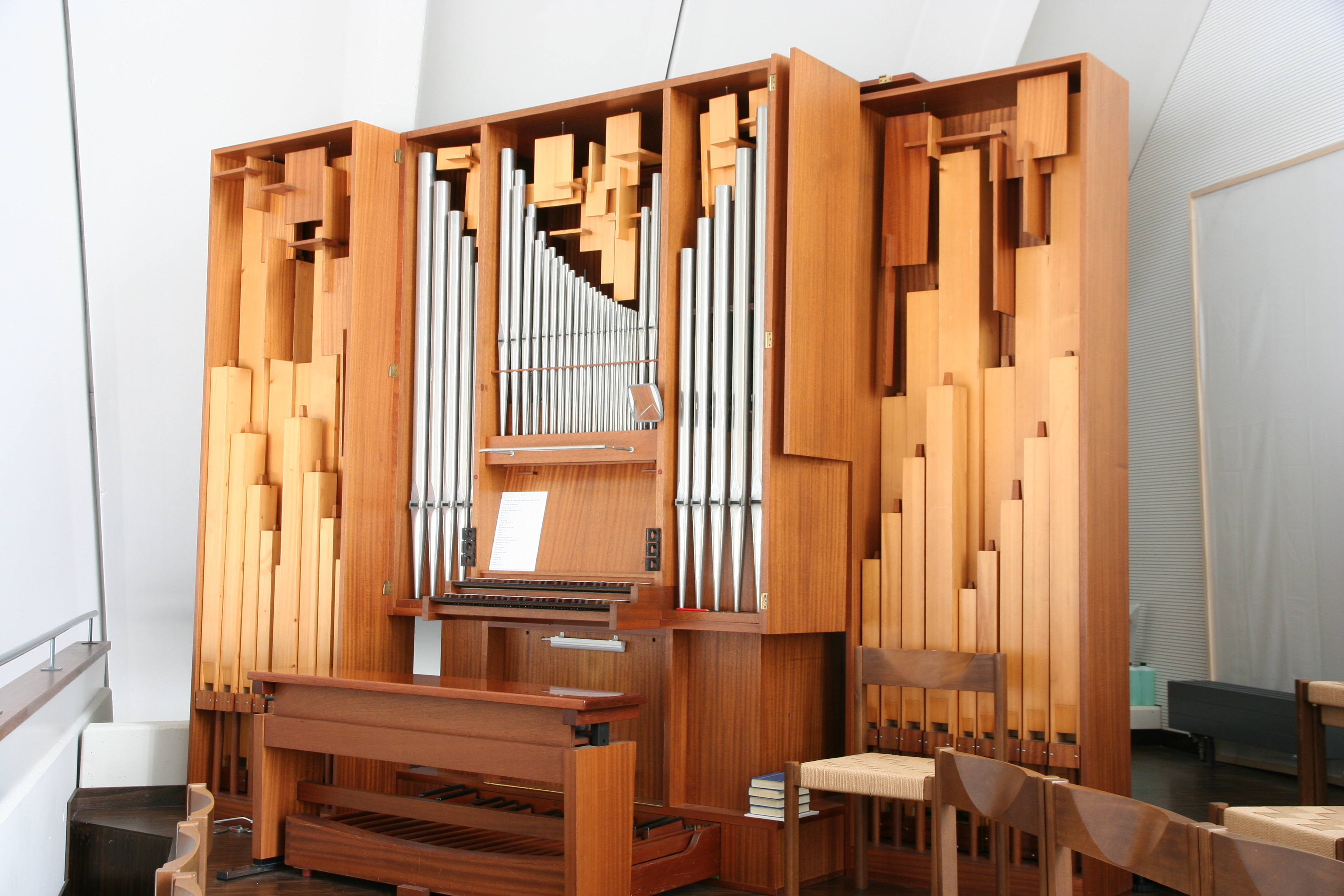
Albiez-Orgel von 1972

### Orgel
Das Instrument, das seit Dezember 1974 in Bassersdorf aufgestellt ist, wurde von Orgelbauer Winfried Albiez im Jahr 1972 als Interimsorgel für die Kirche Bruder Klaus in Zürich-Unterstrass errichtet. Im Jahr 1994 wurde die Orgel durch Mathis Orgelbau revidiert. Detaillierte Beschreibung der Orgel mit Bildergalerie.
| I Hauptwerk C–g3 |       |
| Rohrflöte        | 8′    |
| Prinzipal        | 4′    |
| Mixtur           | 1 ⁄3′ |

| II Positiv C–g3 |    |
| Holzgedackt     | 8′ |
| Koppelflöte     | 4′ |
| Oktave          | 2′ |
| Regal           | 8' |

| Pedal C–f1 |     |
| Subbass    | 16′ |